# Básnická sbírka
Básnická sbírka je několik většinou drobnějších či středně rozsáhlých poetických děl jednoho autora, v mnoha případech uspořádaných jím samým, většinou z dosud nepublikovaných nebo jen časopisecky publikovaných děl, vydaných jako samostatná knižní, výjimečně časopisecká (např. Bohumil Mathesius: Zpěvy nové Číny) publikace.
Často mají básně ve sbírce obsažené společné téma či formu (tematicky i formálně zároveň je spojená například sbírka Johna Donna Svaté sonety), tato spojitost většinou bývá dána titulem.
Většina básnických sbírek se člení do oddílů, opět zejména podle tématu či formy (např. Baudelairova básnická sbírka Květy zla se člení na šest oddílů: Splín a ideál, Pařížské obrazy, Víno, Květy zla, Revolta, Smrt; básnická sbírka Jana Křesadla Sedmihlásek se člení takto: Rondely, Různé básně, Mikrokniha duchovní lyriky, Tři zlomky poúnorového klasika, Básně vložené do některých próz, Kniha sonetů).
Básnická sbírka se liší od almanachu, antologie či sborníku tím, že zásadně obsahuje básně pouze jednoho autora, od výboru z díla naopak tím, že zahrnuje převážně básně doposud nepublikované.
Většinou bývá básnická sbírka soustředěna na určité tvůrčí období, je tedy spojena myšlenkami a stupněm uměleckého vývoje básníka, zřídkakdy se stává, že básník vydá za celý život jedinou básnickou sbírku, obvykle až ve stáří, eventuálně ji neustále doplňuje, např. Walt Whitman. Básnická sbírka je svým uspořádáním koncipována jako jeden literární celek, tak se většinou i čte a měla by tedy plnit jeden účel.